# Grace Lee Boggs
Grace Lee Boggs (Providence, 27 de junio de 1915 - Detroit, 5 de octubre de 2015) fue una escritora, activista, filósofa y feminista sinoestadounidense  cofundadora del Detroit Summer, un programa de formación multicultural. Estuvo involucrada en los movimientos de Poder Negro y es considerada una figura clave en el movimiento asiático americano.

## Biografía
Boggs nació en Providence (Rhode Island) en la vivienda situada sobre el restaurante de su padre. Su nombre chino era Yue Ping (玉平). Era la hija de Chin Lee (1870-1965), originalmente de Taishan en China, y Yin Lan quien fue una temprana feminista y un ejemplo para Boggs. Yin Lan pertenecía a la familia Ng, quienes eran tan pobres que su tía la vendió como una esclava, pero pudo escapar de esa situación. Esa misma tía posteriormente arregló el casamiento de su sobrina con el padre de Grace.
Cuando sus padres emigraron a los Estados Unidos primero fueron a Seattle en 1911y después se establecieron en Providence. Gracias a una beca, Boggs estudió en el Barnard College, donde recibió influencias de Kant y Hegel. Se graduó en 1935 y en 1940 recibió su Ph.D. en filosofía en el Bryn Mawr College, donde escribió su tesis.

## Trayectoria
En 1940, Boggs se mudó a Chicago y empezó a trabajar en la Biblioteca de Filosofía de la Universidad de Chicago. Allí se unió a los movimientos contra la Segunda Guerra Mundial y participó en la organización de la extrema izquierda política. Como resultado de su activismo en los derechos de los inquilinos, se unió al Partido de los trabajadores, un grupo trotskista conocido por su postura crítica hacia la Unión Soviética y que era vista como un experimento de colectivismo burocrático. En ese momento inició la trayectoria que continuó por el resto de su vida, enfocada en las luchas de la comunidad afroamericana de los Estados Unidos.
Conoció a Cyril Lionel Robert James durante una conferencia en Chicago, y luego se trasladó a Nueva York. Conoció activistas y figuras del ámbito cultural tales como el escritor Richard Nathaniel Wright y la bailarina Katherine Dunham. Tradujo al inglés muchos de los ensayos de los Manuscritos económicos y filosóficos de 1844 de Karl Marx. 
Rápidamente se unió a la tendencia Johnson-Forest Tendency, liderada por James, Raya Dunayevskaya y ella misma. Se enfocaron centralmente en grupos marginalizados como las mujeres, la población negra y la juventud, y rompieron con la noción del partido vanguardista. Mientras que inicialmente operaban como una tendencia dentro del Workers Party, por un período breve se unieron al Partido Socialista de los Trabajadores antes de abandonar por completo el trotskismo. La tendencia Johnson-Forest caracterizó a la Unión Soviética como un capitalismo de Estado. Escribió para la tendencia bajo el seudónimo de Ria Stone. 
En 1953 se casó con el activista afroamericano James Boggs y se mudó a Detroit donde continuaron una militancia enfocada en derechos civiles y organizaciones relacionadas con el Poder Negro.
Cuando C.L.R. James y Raya Dunayevskaya se dividieron a mediados de los 50 en Correspondence Publishing Committee liderado por James, y News and Letters, liderado por Dunayevskaya, Grace y su esposo apoyaron el Correspondence Publishing Committee que James intentaba liderar mientras se encontraba exiliado en Gran Bretaña. En 1962 los Boggs rompieron con James y continuaron con el Correspondence Publishing Committee junto a Lyman Paine y Freddy Paine, mientras algunos de los seguidores de James, tales como Martin Glaberman, continuaron con una nueva organización llamada Facing Reality. Las ideas que fudamentaron esa ruptura se reflejaron en el libro de James The American Revolution: Pages from a Black Worker's Notebook. 
Grace trató infructuosamente de convencer a Malcolm X de ser candidato a Senador de los Estados Unidos en 1964. En aquellos años, Boggs escribió una serie de libros, incluyendo Revolution and Evolution in the Twentieth Century, con su esposo como coautor, y se convirtió en una conocida activista en Detroit.
Fundó Detroit Summer, un programa multicultural para jóvenes, en 1992 y recibió numerosos premios. Su hogar en Detroit es la sede central del Boggs Center to Nurture Community Leadership. Este centro fue creado en los inicios de los '90 por amigos de Grace Lee y James Boggs. Hasta 2005 continuó escribiendo una columna para el periódico Michigan Citizen. Su vida es el tema del documental American Revolutionary: The Evolution of Grace Lee Boggs (2013), producido y dirigido por la cineasta estadounidense Grace Lee.
Poco después de cumplir 100 años de vida en junio de 2015, falleció el 5 de octubre del mismo año.